# Trẻ em luôn đúng
Trẻ em luôn đúng là một chương trình trò chơi truyền hình của Việt Nam được phát sóng từ ngày 17 tháng 9 năm 2011 đến ngày 13 tháng 7 năm 2018. Chương trình được công ty Blue Ocean sản xuất theo định dạng của chương trình The Kids Are All Right đến từ hãng Endemol, và được hợp tác sản xuất với hai đài truyền hình khác nhau gồm Đài Truyền hình Việt Nam và Đài Truyền hình Kỹ thuật số VTC.
Ý tưởng của trò chơi bắt nguồn từ thực tế rằng người lớn có thể không hoàn toàn thông minh và phản xạ nhanh như trẻ em. Trong trò chơi này, một nhóm gồm bốn người lớn sẽ phải đối mặt với một đội hình gồm bảy trẻ em để giành lấy giải thưởng chung cuộc của chương trình, trong khi phía trẻ em nỗ lực ngăn cản đội người lớn làm được điều đó.

## Luật chơi
Mỗi chương trình diễn ra giữa hai đội: đội người lớn (gồm bốn thành viên) và đội trẻ em (còn gọi là đội "Siêu nhí", gồm bảy thành viên). Trò chơi bao gồm những câu đố về các mảng kiến thức khác nhau trong đời sống và yêu cầu người chơi phải nhanh tay nhấn chuông để giành quyền trả lời. Đội trẻ em có nhiệm vụ là phải ngăn đội người lớn giành được tiền thưởng của chương trình (tối đa 82.000.000 đồng). Thành phần đội người lớn được thay đổi theo từng chương trình, nhưng phía trẻ em chỉ có hai đội chơi luân phiên.
Đội người lớn được tặng trước 25.000.000 đồng để bắt đầu chương trình. Có tổng cộng năm vòng thi theo trình tự như ở dưới đây, trong đó người chơi có thể bấm chuông giành quyền trả lời ngay cả khi người dẫn chương trình chưa đọc xong câu hỏi ở tất cả các vòng thi (riêng vòng 4 của mùa 2, người chơi bị mất quyền trả lời nếu bấm chuông khi câu hỏi chưa hết).

### Vòng 1: Thử thách
Lần lượt từng thành viên của hai đội tham gia thi đấu, tổng cộng bốn lượt chơi tất cả. Mỗi lượt đấu bao gồm ba câu hỏi, người chơi bấm chuông trước phải đưa ra trả lời trong vòng 5 giây. Người nào trả lời đúng được hai trên ba câu hỏi trước sẽ thắng. Trong trường hợp đội trẻ em thắng, đội người lớn bị mất đi 5.000.000 đồng với mỗi thành viên chiến thắng bên phía đội trẻ em.

### Vòng 2: Ghi nhớ
Mỗi đội cử một thành viên tham gia thi đấu ở vòng này. Hai người chơi được xem một đoạn video clip dài 1 phút, sau đó trả lời các câu hỏi liên quan đến đoạn phim đó trong 1 phút tiếp theo. Nếu người chơi bấm chuông trước trả lời sai, người còn lại có quyền đưa ra đáp án. Đội nào đúng nhiều câu hỏi hơn thì thắng vòng này; riêng đội người lớn sẽ được cộng thêm 1.000.000 đồng nhân số tuổi của thành viên đội trẻ em nếu giành chiến thắng.
Trong trường hợp hai đội có cùng số câu trả lời đúng, một câu hỏi phụ được đưa ra; người chơi trả lời đúng câu hỏi phụ sẽ ngay lập tức giành chiến thắng cho đội đó.

### Vòng 3: Lựa chọn
Mỗi đội chọn ra hai người chơi để dự thi cùng một lúc, số tuổi của thành viên nhiều tuổi hơn bên phía đội trẻ em nhân với 1.000.000 đồng cũng là số tiền thưởng cho đội người lớn nếu họ giành chiến thắng ở vòng thi này. Có tất cả ba lượt trả lời dành cho mỗi đội, trong đó đội trẻ em được trả lời trước. 
- Ở mùa 1 và 2, có tất cả 12 đáp án khác nhau trên bảng, mỗi câu hỏi sẽ có hai đáp án đúng trong số 12 đáp án này. Mỗi thành viên chọn một đáp án để trả lời câu hỏi. Nếu đáp án thứ nhất đúng, thành viên còn lại sẽ chọn đáp án tiếp theo. Nếu đáp án sai được đưa ra, người dẫn chương trình sẽ công bố đáp án đúng và các đáp án đúng này sẽ được thay thế bằng hai đáp án khác (các đáp án còn lại không thay đổi), trừ khi có đội thắng hoặc ở câu cuối cùng.[6]
- Ở mùa 3 và 4, mỗi câu hỏi sẽ có bốn đáp án riêng biệt. Thành viên thứ nhất sẽ lựa chọn hai đáp án để trả lời câu hỏi, thành viên thứ hai có thể thay đổi hoặc giữ nguyên đáp án đã chọn.

Nếu cả hai đáp án đều chính xác, đội chơi được tính là trả lời đúng ở câu hỏi đó; chỉ cần một trong hai đáp án được chọn sai thì câu hỏi đó được tính là trả lời sai. Đội đáp đúng nhiều câu hỏi hơn hơn giành chiến thắng trong vòng này. Luật câu hỏi phụ tiếp tục được áp dụng giống như vòng thi trước để xác định đội thắng trong trường hợp cả hai đội có số câu trả lời đúng ngang nhau.

### Vòng 4: Đấu trí
Hai người chơi trả lời một loạt câu hỏi với thời gian suy nghĩ là 60 giây (90 giây kể từ mùa 2).
Các loại câu hỏi được sử dụng trong vòng này (áp dụng từ mùa 2):
- Câu hỏi hình ảnh (câu 1, 4 và 5): Các hình ảnh được đưa ra theo số lượng 5 hoặc 15, với các yêu cầu như: "Tìm hình khác với những hình còn lại", "Tìm hình ảnh chưa xuất hiện", "Tìm hình ảnh chỉ xuất hiện một lần".
- Tìm phép tính sai (câu 2), ví dụ 1 + 1 = 3.
- Tìm ô màu xanh dương có cùng một vị trí ở cả hai hình (câu 3): Có hai hình A và B, mỗi hình có một tổ ong gồm các ô màu xanh và màu đỏ. Người chơi chọn một ô màu xanh có cùng một vị trí. Câu này chỉ được dùng một lần.
- Trong mùa 1, còn có các phép tính, hình ảnh và một từ ngữ bị bỏ trống một phần, với bốn đáp án A, B, C, D để lựa chọn.[6]

Người đáp đúng nhiều câu hỏi hơn sẽ giành chiến thắng cho đội của mình ở vòng này (với đội người lớn, họ sẽ được cộng thêm số tiền bằng số tuổi của thành viên đội trẻ em nhân với 1.000.000 đồng). Luật câu hỏi phụ cũng được áp dụng giống như vòng 2 và vòng 3 để xác định đội thắng trong trường hợp cả hai người có số câu trả lời đúng bằng nhau.

### Vòng 5: Quyết đấu
Từng thành viên của mỗi đội lần lượt tham gia thi đấu theo thứ tự từ trái sang phải (đối với đội người lớn) và số tuổi tăng dần (đối với đội trẻ em). Đội người lớn được quyền chọn trước một trong hai chủ đề cho câu hỏi, sau đó cả hai đội bấm chuông để giành quyền trả lời câu hỏi đó. Nếu trả lời đúng, đối phương bị loại và được thay thế bởi thành viên tiếp theo của đội đó. Đội nào loại bỏ được tất cả các thành viên của đội đối thủ trước sẽ giành chiến thắng chung cuộc trong chương trình.
Nếu đội người lớn chiến thắng, họ sẽ được nhận toàn bộ số tiền trong quỹ thưởng, còn không sẽ phải ra về tay trắng. Giải thưởng cho đội trẻ em khi chiến thắng thường không được nêu rõ trong chương trình, nhưng mỗi thành viên trong đội vẫn nhận được một khoản tiền nhỏ để khuyến khích.
Trong mùa thứ hai, đội người lớn được cộng thêm 15.000.000 đồng (ứng với số tuổi của đội trưởng đội trẻ em là 15 tuổi) vào quỹ thưởng của đội trước khi bắt đầu vòng này.

## Đối tượng tham gia
Đội người lớn tham gia chương trình phải có độ tuổi 25 trở lên, trong khi đội trẻ em từ 9 đến 15 tuổi.

## Dẫn chương trình
- Mùa 1: Trần Quang Minh
- Mùa 2: Nguyễn Sỹ Anh Vũ
- Mùa 3: Khương Ngọc[8]
- Mùa 4: Đình Toàn

## Phát sóng
| Mùa | Ngày bắt đầu        | Ngày kết thúc        | Phát chính    | Phát lại                  | Kênh |
| --- | ------------------- | -------------------- | ------------- | ------------------------- | ---- |
| 1   | 17 tháng 9 năm 2011 | 8 tháng 9 năm 2012   | 11:00 thứ bảy | 08:30 thứ ba tuần kế tiếp | VTV3 |
| 2   | 15 tháng 4 năm 2013 | 20 tháng 10 năm 2014 | 21:00 thứ hai | 04:00 và 13:00 thứ ba     | VTV6 |
| 3   | 30 tháng 5 năm 2015 | 8 tháng 3 năm 2016   | 19:00 thứ bảy | —                         | VTV9 |
| 4   | 10 tháng 4 năm 2017 | 13 tháng 7 năm 2018  | 19:00 thứ sáu | —                         | VTC5 |